# Zhuo Di
Zhuo Di (chiń. 卓棣; pinyin Zhuō Dì) – chiński brydżysta.

## Wyniki brydżowe

### Zawody światowe
W światowych zawodach zdobył następujące lokaty:
| Mistrzostwa Świata. Konkurencja teamów | Mistrzostwa Świata. Konkurencja teamów | Mistrzostwa Świata. Konkurencja teamów | Mistrzostwa Świata. Konkurencja teamów | Mistrzostwa Świata. Konkurencja teamów | Mistrzostwa Świata. Konkurencja teamów |
| Rok                                    | Miejsce                                | Zawody                                 | Kategoria                              | Drużyna                                | Pozycja                                |
| -------------------------------------- | -------------------------------------- | -------------------------------------- | -------------------------------------- | -------------------------------------- | -------------------------------------- |
| 2010                                   | Filadelfia                             | 13. Seria Mistrzostw Świata            | Juniorzy                               | China                                  | 3                                      |
| 2006                                   | Tiencin                                | 3. Puchar Świata Teamów Akademickich   | Open                                   | China B                                | 15                                     |

## Klasyfikacja
- Zhuo Di – klasyfikacja WBF (ang.)